# Tomohiko Miyazaki
Tomohiko Miyazaki (宮崎 智彦, Miyazaki Tomohiko) est un footballeur japonais né le 21 novembre 1986 à Nishitōkyō. Il évolue au poste de défenseur.

## Biographie
Tomohiko Miyazaki commence sa carrière professionnelle au Kashima Antlers. Il joue son premier match en championnat le 21 août 2010, lors d'une rencontre face au Cerezo Osaka.
Afin de s'aguerrir et de gagner du temps de jeu, il est prêté en 2011 au Yokohama FC, club de J-League 2. En 2012, il est de nouveau prêté, cette fois-ci au Júbilo Iwata, club de J-League 1.